# Иванов, Авксентий Степанович
Иванов Авксентий Степанович (14.02.1842 — 21.01.1923, Вильно) — генерал-майор Русской императорской армии, владелец имения Солы Сморгонского района.

## Биография
Выпускник Петровского Полтавского кадетского корпуса[уточнить]. Поступил во 2-е военное Константиновское училище, по окончании которого 13 июня 1862 года произведен в офицеры.
Во время восстания 1863—1864 гг. оказался на территории Виленщины.
С 21 августа 1868 г. — поручик, помощник ремонтира в ремонтно-артиллерийской команде Виленского округа. Ремонтиры осуществляли закупки лошадей и артиллерийское снаряжение для армии.
В 1872—1899 гг. — ремонтир артиллерии Виленского округа. Числился по полевой пешей артиллерии. Подполковник со старшинством в чине с 30 августа 1879 года, полковник с 1890 года.
14 августа 1898 года вышел в отставку с присвоением чина генерал-майора.
После отставки периодически проживал в своем доме Вильно на Георгиевском проспекте либо в своем имении в Солах.
Умер генерал-майор Авксентий Иванов 21 января 1923 г. и был похоронен рядом с женой на Евфросиньеском кладбище в Вильно. По свидетельству священника Л. Савицкого, в междувоенный период могила Ивановых была «окружена любовью близких, украшена их заботливой рукой». Их общий надгробный памятник сохранился до наших дней и находится вблизи Свято-Евфросиньевской церкви.

## Хозяйственная деятельность
В 1876 году Авксентий Иванов приобрел имение Солы и занялся хозяйственной деятельностью.
В 1885 году основал Сольский винокуренный завод № 309. В начале XX века на нём трудились 8 рабочих, годовое производство спирта составляло 27 тысяч ведер (1 ведро — 12,3 литра) на сумму 15 тысяч рублей.
На противоположном берегу реки Ошмянки основывается новый населенный пункт с названием Малые Солы. В 1908 г. его зять Николай Неверович построил здесь новый глинобитный усадебный дом.
Авксентий Иванов занимался также рыбным хозяйством. 25 июня 1904 г. в периодическом издании «Край» сообщалось, что в Солах в то время было затоплено водой 160 десятин болот из запланированных 350 десятин, создавалось восемь прудов. Сметная стоимость рыбного хозяйства составляла 350 тысяч рублей. Работами руководил ученый-ихтиолог Соболевский. Для нужд производства рыбной продукции от железнодорожного разъезда № 12 была проведена узкоколейка длинной 4 версты.
В 1905 году сольское хозяйство предлагало для зарыбления королевского карпа, стоимостью 1 рубль за 1 копу (60 мальков).
Накануне Первой мировой войны живая рыба из Солов пользовалась спросом на рынках Вильно, Сморгони, ближайших городов и местечек.

## Награды
- Орден Святого Станислава 3-й ст. — 1869 год.
- Орден Святой Анны 3-й ст. — 1883 год.
- Орден Святого Станислава 2-й ст.
- Орден Святой Анны 2-й ст.
- Орден Святого Владимира 4-й ст.

## Семья
Жена — Мария Александровна Иванова (1849—1919), погребена на Евфросиньеском кладбище в Вильно.
Сын Евгений Иванов владел по праву наследования имением Большие Солы.
Сыну Павлу Иванову досталось имение Малые Солы.
Сын Сергей Иванов владел имением Большие Речуны.
Дочь Нина вышла замуж за Гродненского губернского предводителя дворянства, коллежского советника, камергера Николая Неверовича. С лета 1923 г. они проживали в имении Рудишки в новом глинобитном усадебном доме.